# Telhado (Vila Nova de Famalicão)
Telhado ist ein portugiesischer Ort und eine ehemalige Gemeinde (Freguesia) im nordportugiesischen Kreis Vila Nova de Famalicão. Die Gemeinde hatte 1786 Einwohner (Stand 30. Juni 2011).
Am 29. September 2013 wurden die Gemeinden Telhado, Portela und Vale (São Cosme) zur neuen Gemeinde União das Freguesias de Vale (São Cosme), Telhado e Portela zusammengeschlossen.

## Bauwerke
- Alminhas de Aziveiro
- Alminhas de Pedregal
- Alminhas de Portelinhos